# Chlorogalum
Chlorogalum, biljni rod trajnica iz porodice šparogovki, dio je potporodice saburovki. Postoje tri priznate vrste koje rastu u Kaliforniji i Oregonu
Neke vrste ovog roda upotrebljavale su se poput sapuna, pa su na području SAD-a nazivane imenom 'soap plant'. Biljka sadrži za životinje, a naročito za ribe, otrovne saponine, pa su tamošnji Nisenan i Maidu Indijanci upotrebljavalii zdrobljene ekstrakte lukovice stavljajući ih u spore potoke kako bi omamili ribu i lakše ih uhvatili. Otrovi saponina uklanjaju se kuhanjem ili pečenjem lukovica, pa su se jele i kuhane lukovice i vrlo mladi izdanci. Saponini se u doticaju s vodom pjene.  Sapun od sapun-biljke posebno je koristan kao šampon, ali je dobro sredstvo za opće čišćenje u mnoge svrhe (pa i za mlinske kamene kod Maidu Indijanaca).

## Vrste
1. Chlorogalum angustifolium Kellogg
2. Chlorogalum grandiflorum Hoover
3. Chlorogalum pomeridianum (DC.) Kunth

## Sinonimi
- Laothoe Raf.